# Tour de Bretagne
Tour de Bretagne er et fransk etapeløb i landevejscykling. Løbet blev første gang afholdt i 1967. Til og med 2004 var løbet kendt som Ruban Granitier Breton, men skiftede fra 2005 navn til Tour de Bretagne og blev et professionelt cykelløb. Løbet er en del af UCI Europe Tour, hvor det af UCI er rangeret som 2.2.

## Vinderne
| År   | Vinder                      | Toer                  | Treer                |        |
| ---- | --------------------------- | --------------------- | -------------------- | ------ |
| 1967 | Marcel Duchemin             | Jean Vidament         | Jean-Claude Le Hec   |        |
| 1968 | Guy Ignolin                 | François Le Bihan     | François Goasduff    |        |
| 1969 | Jean-Paul Maho              | Bernard Dupuch        | Jacques Botherel     |        |
| 1970 | Marcel Duchemin             | Jean-Paul Maho        | Alain Nogues         |        |
| 1971 | Marcel Duchemin             | Wladislaw Neljubin    | Claude Duterme       |        |
| 1972 | André Corbeau               | Jaime Huélamo         | Alain Nogues         |        |
| 1973 | Boris Suchow                | Gennadi Komnatow      | Vikenti Basko        |        |
| 1974 | Stanisław Szozda            | Tadeusz Mytnik        | Janusz Kowalski      |        |
| 1975 | Alexander Gusjatnikow       | Wladimir Ossokin      | Philippe Denié       |        |
| 1976 | Boris Issaiev               | Alexandre Tikhonov    | Leo van Vliet        |        |
| 1977 | Daniel Willems              | Daniel Gisiger        | Jean-Louis Gauthier  |        |
| 1978 | Krzysztof Sujka             | Jan Krawczyk          | Czesław Lang         |        |
| 1979 | Jan Jankiewicz              | Krzysztof Sujka       | Czesław Lang         |        |
| 1980 | Giorgio Casati              | Boris Issaiev         | Juri Barinow         |        |
| 1981 | Marc Somers                 | Claude Moreau         | Fabien De Vooght     |        |
| 1982 | Willem Van Eynde            | Laurent Eudeline      | Philippe Delaurier   |        |
| 1983 | Juri Kaschirin              | Wiktor Demidenko      | Oleg Chuzhda         |        |
| 1984 | Dan Radtke                  | Holger Müller         | Frank Herzog         |        |
| 1985 | Philippe Louviot            | Pascal Kolkhuis Tanke | Erik Breukink        |        |
| 1986 | Gilles Sanders              | Pascal Campion        | Jon Clay             |        |
| 1987 | Igor Sumnikov               | Pascal Lino           | Philippe Goubin      |        |
| 1988 | Armand de Las Cuevas        | Pierre Duin           | Marek Leśniewski     |        |
| 1989 | Harm Jansen                 | Chris Peers           | Marc Wauters         |        |
| 1990 | Jose Carlos Freire          | Kiril Belaiev         | Chann McRae          |        |
| 1991 | Richard Vivien              | Rémy Quinton          | Peter Verhesen       |        |
| 1992 | Jevgenij Bersin             | Stéphane Boury        | Vladislav Bobrik     |        |
| 1993 | Dominique Bozzi             | Stéphane Boury        | Frédéric Guesdon     |        |
| 1994 | Anatoly Tchubar             | Niels van der Steen   | Claude Lamour        |        |
| 1995 | Sebastien Guenee            | Alexei Nakazny        | Erwann Jan           |        |
| 1996 | Stéphane Cueff              | David Delrieu         | Frank Van Den Abeele |        |
| 1997 | Philippe Bresset            | Yoann Le Boulanger    | Frédéric Delalande   |        |
| 1998 | Vicent Templier             | Jerome Chiotti        | Christophe Barbier   |        |
| 1999 | David Dumont                | Saulius Ruškys        | Stephane Corlay      |        |
| 2000 | Martial Locatelli           | Dennis Heij           | Michel Lallouët      |        |
| 2001 | Guillaume Judas             | Niels Brouzes         | Sebastien Guerard    |        |
| 2002 | Christophe Cousinié         | Nicolas Dumont        | Yoann Le Boulanger   |        |
| 2003 | Dmitrij Muravjov            | Frédéric Delalande    | Balazs Rohtmer       |        |
| 2004 | Laurent Mangel              | Jussi Veikkanen       | Simon Gerrans        |        |
| 2005 | Stéphane Pétilleau          | Charles Guilbert      | Russell Downing      |        |
| 2006 | Dries Devenyns              | David Lelay           | Pavel Brutt          |        |
| 2007 | Lars Boom                   | Martijn Maaskant      | David Lelay          |        |
| 2008 | Benoît Poilvet              | Bram Schmitz          | Julien Antomarchi    |        |
| 2009 | Julien Fouchard             | Timofey Kritsky       | Jan Ghyselinck       |        |
| 2010 | Franck Bouyer               | Renaud Dion           | Dimitri Le Boulch    |        |
| 2011 | Péter Kusztor               | René Mandri           | Evaldas Šiškevicius  |        |
| 2012 | Reinardt Janse van Rensburg | Éric Berthou          | Daan Olivier         |        |
| 2013 | Riccardo Zoidl              | Nick van der Lijke    | Jasha Sütterlin      |        |
| 2014 | Bert-Jan Lindeman           | Dylan Teuns           | Sébastien Delfosse   |        |
| 2015 | Sébastien Delfosse          | Loïc Vliegen          | Daniel Hoelgaard     |        |
| 2016 | Adrien Costa                | František Sisr        | Lennard Hofstede     |        |
| 2017 | Flavien Dassonville         | Anders Skaarseth      | Stan Dewulf          |        |
| 2018 | Fabien Schmidt              | Stan Dewulf           | Julien Antomarchi    |        |
| 2019 | Lorrenzo Manzin             | Fabian Lienhard       | Nils Eekhoff         |        |
| 2020 | aflyst                      | aflyst                | aflyst               | aflyst |
| 2021 | Jean-Louis Le Ny            | Anthony Delaplace     | Valentin Retailleau  |        |
| 2022 | Johan Le Bon                | Alex Baudin           | Mathis Le Berre      |        |
| 2023 | Simon Pellaud               | Nolann Mahoudo        | Luke Lamperti        |        |
| 2024 | Jakob Söderqvist            | Morne van Niekerk     | Jesse Kramer         |        |
| 2025 | Felix Ørn-Kristoff          | Alexandre Kess        | Aubin Sparfel        |        |